# The Block
The Block (Entre quatro paredes em Portugal) foi um concurso/ reality-show australiano, transmitido pela Nine Network. Apresentado por Jamie Durie, a primeira temporada foi filmada em Bondi e a segunda em Manly, ambas na região de Nova Gales do Sul.
O concurso girava à volta das renovações de um bloco de quatro apartamentos por cada um dos quatro casais. A cada duas semanas os casais teriam de projectar, construir e decorar um compartimento com um orçamento que teria de ser controlado para aguentar para os outros seis compartimentos. A cada dois domingos um paínel de três júris ia avaliar o compartimento que teria valorizado mais cada um dos apartamentos, oferecendo ao casal vencedor um prémio que muitas vezes iria ajudar no orçamento individual. Para além disso, os casais teriam de viver nos apartamentos desde o primeiro dia, por entre as obras e as renovações, e de ir trabalhar durante a semana nos seus empregos originais.
No final, cada um dos apartamentos iria a um leilão onde o casal que vendesse o apartamento com maior lucro ganhava o prémio de 100 mil dólares australianos.

## Primeira Temporada
- Adam Thorn e Fiona Mills - Vencedores (quartos no leilão) - prémio de 100 mil dólares australianos mais 155 mil do leilão
- Paul e Kylie - Segundo Lugar (terceiros no leilão) - arrecadaram 145 mil dólares no leilão
- Warren e Gavin - Terceiro lugar (segundos no leilão)
- Phil Rankine and Amity Dry - Quarto lugar (primeiros no leilão) - arrecadaram 60 mil dólares no leilão

## Segunda Temporada
- Andrew Rochford e Jamie Nicholson - Vencedores
- Jason e Kirsten Johnson - Segundo lugar
- Matt Martino e Jane Newton - Terceiro lugar
- Steven Starkey e Richard Sterrey - Quarto lugar
- Dani Bacha e Monique Koryzma - deixaram o programa

Dani e Monique Bacha deixaram o programa em Janeiro de 2004, duas semanas depois do começo da segunda temporada, quando os jornais e revistas sensacionalistas reportaram que Dani passou seis meses na cadeia em 2002 depois de ter sido condenado por assuntos relacionados com posse de droga.

### Nomeações
- Logie Awards, Australia

Mais Popular Reality Show (2004)
Mais Popular Reality Show (2005)
Mais Popular Apresentador - Jamie Durie (2004)